# Yégodoé
Yégodoé è un arrondissement del Benin situato nella città di Bopa (dipartimento di Mono) con 11.534 abitanti (dato 2006).